# ゴットフリート・ヘルンヴァイン

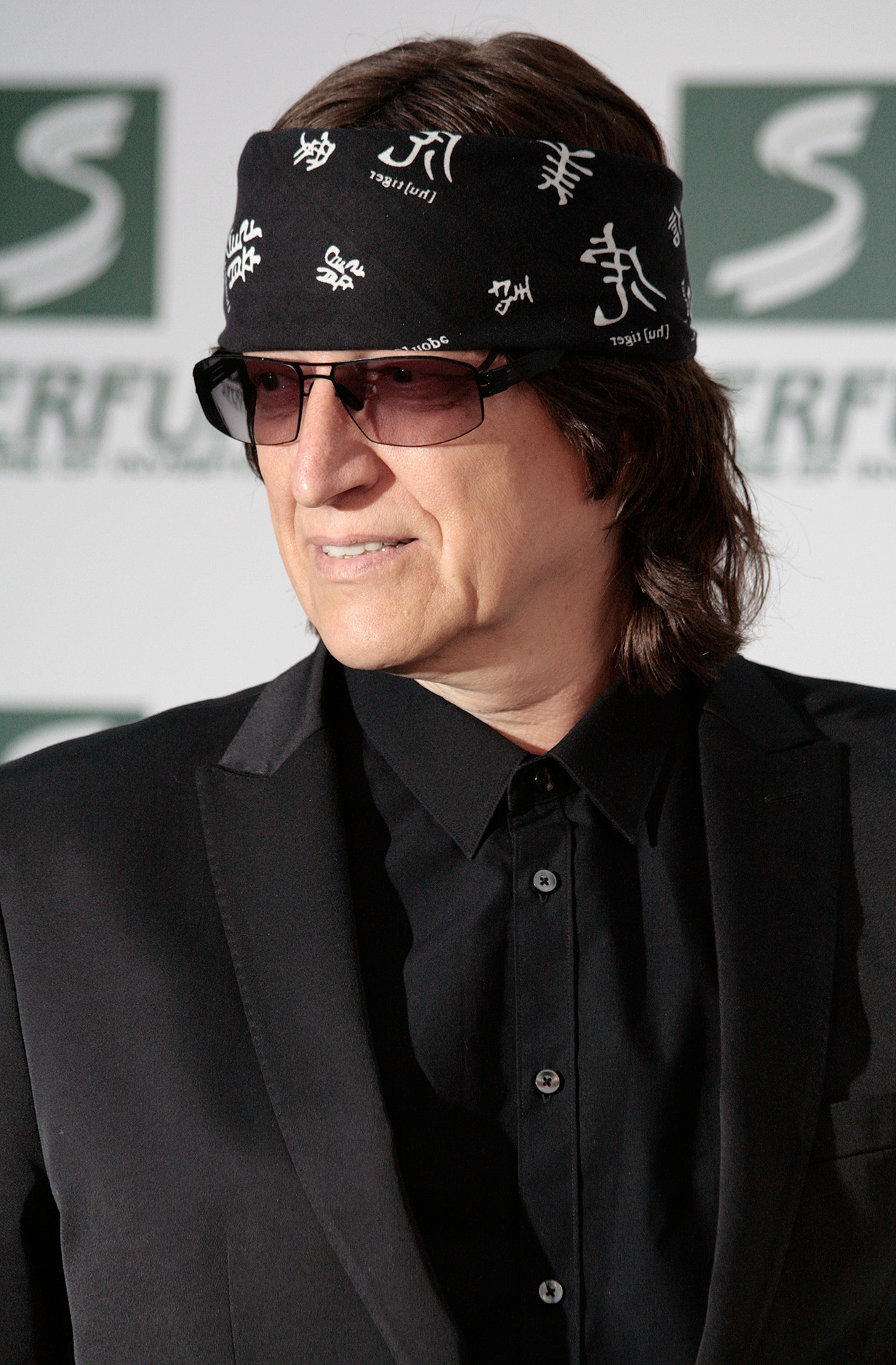
ゴットフリート・ヘルンヴァイン

ゴットフリート・ヘルンヴァイン（Gottfried Helnwein、1948年10月8日、ウィーン生まれ）は、オーストリア系アイルランド人の画家、写真家、兼パフォーマンスアーティスト。
ヘルンヴァインはウィーン美術アカデミー絵画科（Akademie der Bildenden Künste, Wien）で学ぶ。同大学にてマスタースクール賞（Meisterschulpreis）、後にカーディナル（枢機卿）ケーニヒ（王）賞、テオドル・ケルナー賞を受賞。
彼の初期の作品は主として傷ついた子供達を描いた超リアリスティックな水彩画、同時に彼は公共の場で実際に子供達を交えてそういったパフォーマンスを披露することも度々あった。ヘルンバインは概念的なアーティストであり、主として心理学的、社会学的な不安感や、歴史的問題、政治的話題を取り上げてきた。結果として彼の作品はしばしば挑発的と受けとめられ、物議をかもしてきた。彼は様々な手法と媒体を用い、画家、デッサン家、写真家、壁画家、彫刻家、そしてパフォーマンスアーティストとして作品を残してきた。ヘルンバインはまた、劇場、バレイ、オペラといった、舞台製作や衣装デザインでも知られている。その中にはハンブルク州立歌劇場、ベルリン・フォルクスビューン劇場やロサンゼルスオペラ座等がある。

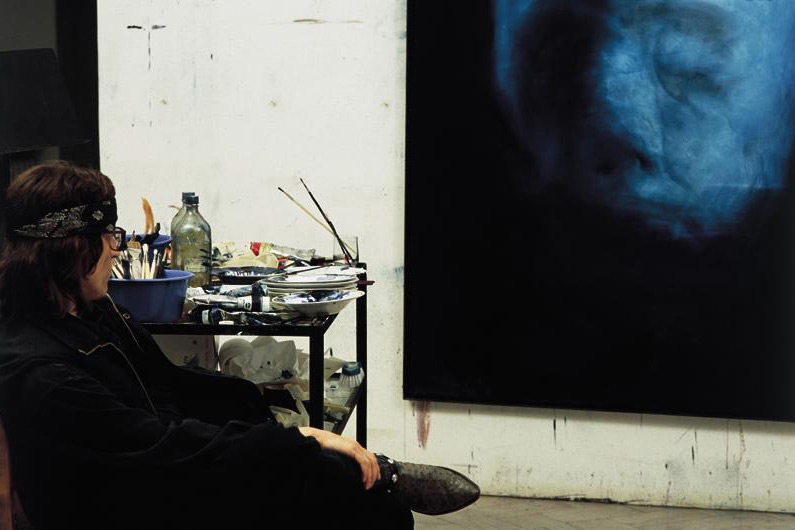
ブルクブロール城のアトリエ

## 年譜：
- 1985  ウィーン、アルベルティナ宮で個展を開く。
  - ドイツ及びオーストリアの国営テレビ局がプロデュースしたテレビ映画『ヘルンヴァイン』はベストテレビジョンドキュメンタリーとしてアドルフ・グリム賞を受賞した他、エドゥアード・ライン賞、ウィーン市の "金の幹部" 賞も得る。
- 1988 『水晶の夜 （Kristallnacht）』：ホロコースト（ユダヤ人大虐殺）の始まりから50年を記念してルートヴィヒ美術館からケルン大聖堂間の100メートルに渡ってケルンの街の中心部にインスタレィションを掲げる。それ以来、公共の場での巨大インスタレィションは彼の作品の中で重要な位置を占めるようになる。
- 1997  アイルランド に移住。
  - 同年、ロシア・サンクトペテルブルクの国立ロシア美術館はヘルンバインの回顧展を組織し、彼についての論文を発表。

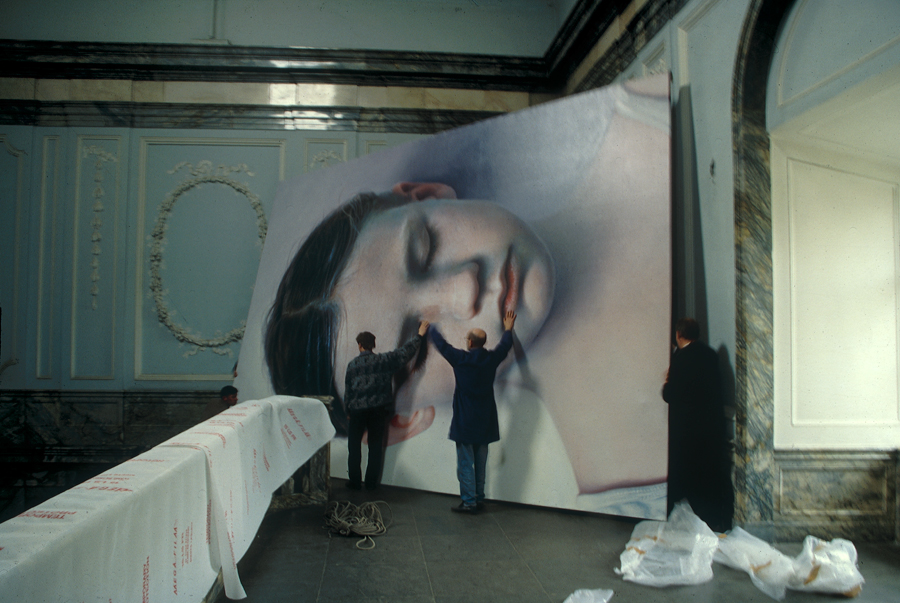
「Head of a Child」ロシア美術館の回顧展のインスタレーション

- 2000  サンフランシスコ近代美術館、ロサンゼルス郡立美術館、及びアメリカ国内様々な美術館においてヘルンヴァインの作品を展示。
- 2001  ハンブルク州立歌劇場においてイーゴリ・ストラヴィンスキー 作の『放蕩者の成行き (Rake's Progress)』の舞台美術と衣装デザインを担当。

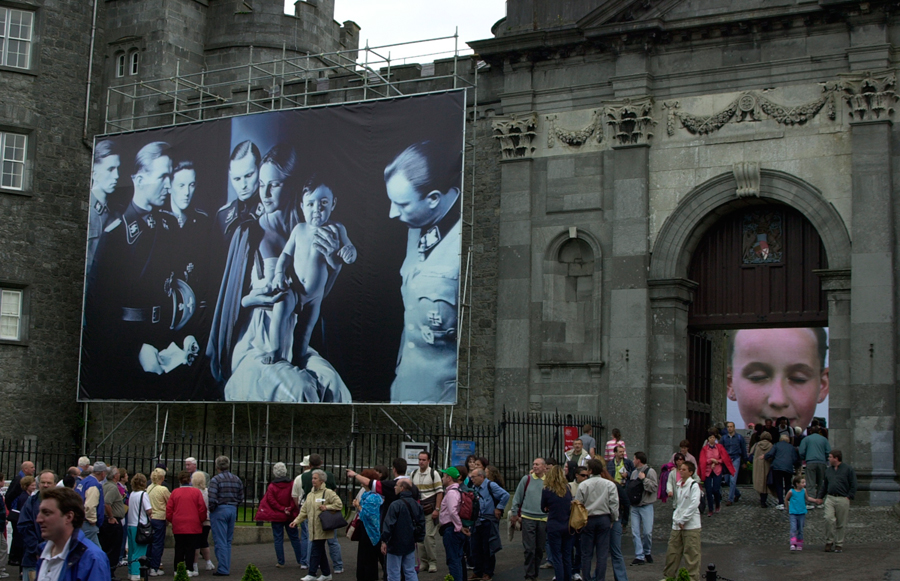
「公現祭」(東方三博士の礼拝)キルケニー芸術祭2001年(メキシコシティ歴史地区)

- 2002  ロサンゼルス にスタジオを開設。
  - マリリン・マンソン との共同製作によるマルチメディア・プロジェクト『ゴールデンエイジ・オブ・グロテスク』、そしてショーン・ペンとのビデオ、映画プロジェクトを実施。
- 2004  サンフランシスコ・ファインアート美術館群の中のカリフォルニア・パレス・オブ・ザ・レジョン・オブ・オナーに置いて『ザ・チャイルド』の個展を開催。
- 2005  ロサンゼルスオペラ座においてリヒャルト・シュトラウス のオペラ『ばらの騎士（Der Rosenkavalier）』をマクシミリアン・シェルと共同製作。
  - ドイツのオーバーハウゼン宮ルートヴィヒ美術館、ハノーファー・ウィルヘルム・ブッシュ美術館において『美しき子供達』の個展を開催。
  - アイルランド市民権を取得。

ゴットフリート・ヘルンバインは現在、アイルランドとロサンゼルスの両方を拠点として芸術家活動を続けている。

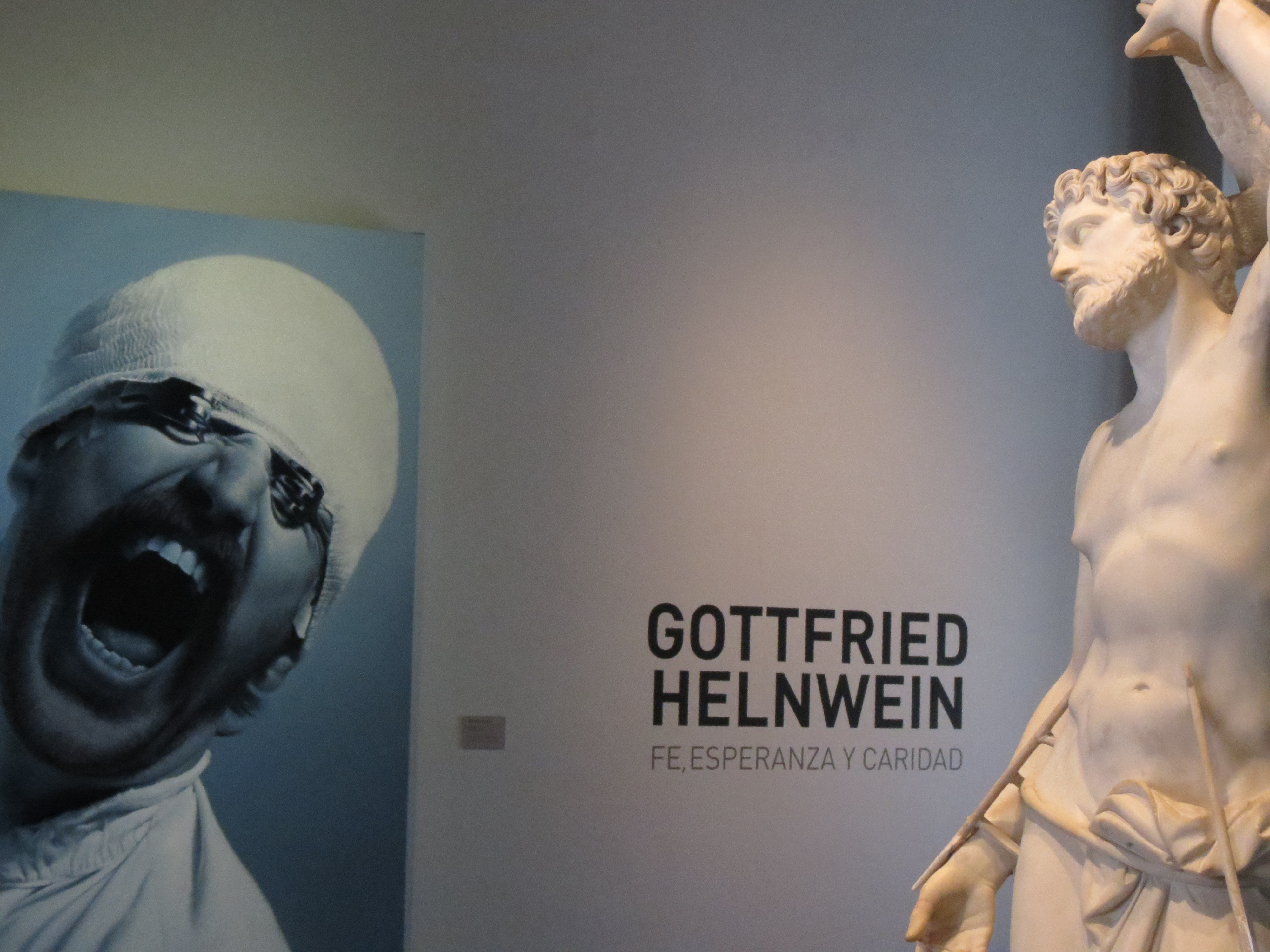
サン・カルロス国立博物館(メキシコシティ歴史地区)での2013年の個展のポスター(左の自画像はスコーピオンズのアルバム「蠍魔宮〜ブラックアウト」のジャケットにもなった)

## 引用：
「ヘルンヴァインは今日の数少ない衝撃的な画家のひとりである。」

ノーマン・メイラー
「観る者に驚愕の認識を呼び起こさせることがこのアーティストの使命である。観る者が既に知っている事、それなのに本人にはその自覚のない事柄を改めて分らせるのだ。ヘルンヴァインは驚愕の認識の達人である。」

ウィリアム・バロウズ
「この世界は一つのお化け屋敷なんだ。そしてヘルンヴァインは僕らの時代のその道先案内人なんだよ。彼の作品の中で彼は悲しみ、皮肉、醜さ、そして美しさをそのまま受けとめているんだ。でも彼の全ての作品がキャンバス上のものであるわけじゃない。それらの作品はまさに彼の生きざまそのものなんだ。彼のことを個人的に知らなくてもそれは充分わかることだよ。彼の絵を一瞥しただけで『こいつは昨日今日出てきた奴じゃない。』と言ってしまうよ。クローゼットの中に座ったままではこんな作品は描けはしない。彼の作品レベルは『体得した』ものなんだ。」

ショーン・ペン

## 主な出版物：
- HELNWEIN　ヘルンバイン写真集／自画像 1989

発行所：(株) リブロポート、東京
構成・文：伊藤俊治
写真：ゴットフリート・ヘルンヴァイン
発行日：1989年10月30日初版第1刷
写真：ゴットフリート・ヘルンヴァイン
- ザ・チャイルド／ ゴットフリート・ヘルンヴァイン

サンフランシスコ・ファインアート美術館
個展 2004
ロバート・フリン・ジョンソン、ハリー・S・パーカー
(ISBN 0-88401-112-7)